# Callum McCowatt
Callum McCowatt (ur. 30 kwietnia 1999 w Auckland) – nowozelandzki piłkarz, występujący na pozycji napastnika w duńskim klubie Silkeborg IF.
Callum McCowatt rozpoczął swoją karierę klubową w Nowej Zelandii, a następnie kontynuował ją w Australii i Danii.

## Kariera klubowa

### Auckland City FC (2017–2018)
W 2017 roku McCowatt przeniósł się do Auckland City FC, gdzie zadebiutował w pierwszym zespole. W sezonie 2017/2018 rozegrał 20 meczów ligowych, zdobywając 9 bramek. Jego gol w finale przeciwko Team Wellington zapewnił drużynie tytuł mistrza Nowej Zelandii.

### Eastern Suburbs AFC (2018–2019)
W sezonie 2018/2019 McCowatt dołączył do Eastern Suburbs AFC. W 16 meczach ligowych zdobył imponujące 21 bramek, w tym hat-tricka w finale przeciwko Team Wellington, co zapewniło drużynie mistrzostwo.

### Wellington Phoenix (2019–2020)
W czerwcu 2019 roku McCowatt podpisał kontrakt z Wellington Phoenix, występującym w australijskiej A-League. W sezonie 2019/2020 rozegrał 25 meczów ligowych, zdobywając 1 bramkę.

### FC Helsingør (2020–2023)
We wrześniu 2020 roku McCowatt przeniósł się do duńskiego FC Helsingør. W ciągu trzech sezonów w klubie rozegrał 81 meczów ligowych, zdobywając 18 bramek. Jego debiut miał miejsce 18 października 2020 roku, a pierwszego gola zdobył przeciwko HB Køge.

### Silkeborg IF (2023–obecnie)
W lipcu 2023 roku McCowatt dołączył do Silkeborg IF, podpisując kontrakt obowiązujący do końca 2027 roku. W sezonie 2023/2024 rozegrał 32 mecze ligowe, zdobywając 5 bramek. W maju 2024 roku przyczynił się do zdobycia przez klub Pucharu Danii, pokonując AGF Aarhus 1–0 w finale. W sezonie 2024/2025 ponownie doprowadził swój zespój do finału Pucharu Danii.

### Sukcesy
- Król Strzelców New Zealand Football Championship (2019)
- Puchar Danii (2024)
- Mistrz Nowej Zelandii (2018, 2019)[10]